# Nierówność między średnimi potęgowymi
Nierówność między średnimi potęgowymi (nierówność między średnimi uogólnionymi) – jedna z klasycznych nierówności mówiąca o własnościach średniej potęgowej. Jest ona uogólnieniem nierówności Cauchy’ego między średnimi, sama zaś jest uogólniana przez nierówność Muirheada.

## Definicja i twierdzenie
Średnią potęgową rzędu {\displaystyle p} liczb {\displaystyle x_{1},x_{2},\dots ,x_{n}} definiuje się jako:
- {\displaystyle \mu _{p}(x_{1},x_{2},\dots ,x_{n})=\left({\frac {x_{1}^{p}+x_{2}^{p}+\ldots +x_{n}^{p}}{n}}\right)^{1/p}} dla {\displaystyle p\in \mathbb {R} \setminus \{0\},}
- {\displaystyle \mu _{0}(x_{1},x_{2},\dots ,x_{n})={\sqrt[{n}]{x_{1}\cdot x_{2}\cdot \ldots \cdot x_{n}}},}
- {\displaystyle \mu _{-\infty }(x_{1},x_{2},\dots ,x_{n})=\min(x_{1},x_{2},\dots ,x_{n}),}
- {\displaystyle \mu _{+\infty }(x_{1},x_{2},\dots ,x_{n})=\max(x_{1},x_{2},\dots ,x_{n}).}

Przykładowo, dla {\displaystyle p=1} otrzymujemy średnią arytmetyczną, dla {\displaystyle p=0} średnią geometryczną, dla {\displaystyle p=-1} średnią harmoniczną, dla {\displaystyle p=2} średnią kwadratową.
Twierdzenie
Niech {\displaystyle -\infty \leqslant p<q\leqslant +\infty } i niech dane będzie {\displaystyle n} liczb {\displaystyle x_{1},x_{2},\dots ,x_{n}>0} (jeśli ograniczamy się do rzędów {\displaystyle p,q>0,} można przyjąć {\displaystyle x_{1},x_{2},\dots ,x_{n}\geqslant 0}).
Wówczas średnia potęgowa rzędu {\displaystyle p} liczb {\displaystyle x_{1},x_{2},\dots ,x_{n}} jest nie większa od ich średniej potęgowej rzędu {\displaystyle q,} czyli
{\displaystyle \mu _{p}(x_{1},\dots ,x_{n})\leqslant \mu _{q}(x_{1},\dots ,x_{n}).}
Ponadto równość w powyższym wyrażeniu zachodzi wtedy i tylko wtedy, gdy liczby {\displaystyle x_{1},x_{2},\dots ,x_{n}} są wszystkie równe.
Wniosek
Dla dowolnych liczb dodatnich {\displaystyle x_{1},x_{2},\dots ,x_{n}} funkcja
{\displaystyle \mathbb {R} \ni t\mapsto \mu _{t}(x_{1},x_{2},\dots ,x_{n})\in \mathbb {R} }
jest funkcją niemalejącą. Więcej: można pokazać, że jest stała lub ściśle rosnąca.

## Przykład
Udowodnimy korzystając z powyższej nierówności, że
jeśli {\displaystyle a,b,c>0} oraz {\displaystyle a^{3}+b^{3}+c^{3}=81,} to {\displaystyle a+b+c\leqslant 9.}
W tym celu zauważmy, że na mocy nierówności między średnimi potęgowymi rzędów 1 oraz 3 mamy
{\displaystyle {\frac {a+b+c}{3}}\leqslant \left({\frac {a^{3}+b^{3}+c^{3}}{3}}\right)^{\frac {1}{3}}={\sqrt[{3}]{27}}=3,}
co jest równoważne nierówności, którą mieliśmy udowodnić.

## Dowód
Na potrzeby wszystkich dowodów dla uproszczenia zakładamy, że wagi {\displaystyle w_{i}} spełniają warunki:
{\displaystyle w_{i}\in (0;1]}
{\displaystyle \sum _{i=1}^{n}w_{i}=1}

### Średnia geometryczna
Dla dowolnego {\displaystyle q} nierówność między średnią rzędu {\displaystyle q} i średnią geometryczną możemy przekształcić w następujący sposób:
{\displaystyle \prod _{i=1}^{n}x_{i}^{w_{i}}\leqslant {\sqrt[{q}]{\sum _{i=1}^{n}w_{i}x_{i}^{q}}}}
{\displaystyle {\sqrt[{q}]{\sum _{i=1}^{n}w_{i}x_{i}^{q}}}\leqslant \prod _{i=1}^{n}x_{i}^{w_{i}}}
(pierwsza nierówność jest prawdziwa dla {\displaystyle q>0,} druga w przeciwnym wypadku)
podnosimy obustronnie do potęgi {\displaystyle q{:}}
{\displaystyle \prod _{i=1}^{n}x_{i}^{w_{i}\cdot q}\leqslant \sum _{i=1}^{n}w_{i}x_{i}^{q}}
i w obu przypadkach otrzymujemy nierówność między ważoną średnią arytmetyczną i geometryczną dla ciągu {\displaystyle x_{i}^{q},} którą możemy udowodnić przy użyciu nierówności Jensena, korzystając z wklęsłości funkcji logarytmicznej:
{\displaystyle \sum _{i=1}^{n}w_{i}\log(x_{i})\leqslant \log \sum _{i=1}^{n}w_{i}x_{i}}
{\displaystyle \log \prod _{i=1}^{n}x_{i}^{w_{i}}\leqslant \log \sum _{i=1}^{n}w_{i}x_{i}}
Po złożeniu obu stron nierówności z (rosnącą) funkcją wykładniczą {\displaystyle x\to e^{x}} uzyskuje się żądaną nierówność:
{\displaystyle \prod _{i=1}^{n}x_{i}^{w_{i}}\leqslant \sum _{i=1}^{n}w_{i}x_{i}.}
Stąd dla dowolnego dodatniego {\displaystyle q} zachodzi:
{\displaystyle {\sqrt[{-q}]{\sum _{i=1}^{n}w_{i}x_{i}^{-q}}}\leqslant \prod _{i=1}^{n}x_{i}^{w_{i}}\leqslant {\sqrt[{q}]{\sum _{i=1}^{n}w_{i}x_{i}^{q}}}}
tym samym udowodniliśmy nierówność między dowolną średnią potęgową a średnią geometryczną.

#### Średnia geometryczna jako granica
Możemy ponadto udowodnić, że średnia geometryczna jest granicą średnich potęgowych dla rzędu dążącego do zera.
W pierwszej kolejności udowodnimy granicę:
{\displaystyle \lim _{p\to 0}{\frac {\log \left(\sum _{i=1}^{n}w_{i}x_{i}^{p}\right)}{p}}=\sum _{i=1}^{n}w_{i}\log(x_{i})}
Granice licznika i mianownika są, odpowiednio, równe 0, więc z reguły de l’Hospitala wynika, iż:
{\displaystyle \lim _{p\to 0}{\frac {\log \left(\sum _{i=1}^{n}w_{i}x_{i}^{p}\right)}{p}}=\lim _{p\to 0}{\frac {1}{\sum _{i=1}^{n}w_{i}x_{i}^{p}}}\cdot \left(\sum _{i=1}^{n}w_{i}x_{i}^{p}\right)'=}
{\displaystyle ={\frac {1}{\sum _{i=1}^{n}w_{i}}}\cdot \lim _{p\to 0}\sum _{i=1}^{n}(w_{i}\cdot \log(x_{i})\cdot x_{i}^{p})=\sum _{i=1}^{n}w_{i}\log(x_{i})}
Następnie korzystając z ciągłości funkcji wykładniczej:
{\displaystyle \lim _{p\to 0}{\sqrt[{p}]{\sum _{i=1}^{n}w_{i}x_{i}^{p}}}=\lim _{p\to 0}\exp \left({\frac {\log \left(\sum _{i=1}^{n}w_{i}x_{i}^{p}\right)}{p}}\right)=\exp \left(\lim _{p\to 0}{\frac {\log \left(\sum _{i=1}^{n}w_{i}x_{i}^{p}\right)}{p}}\right)=\exp \left(\sum _{i=1}^{n}w_{i}\log(x_{i})\right)=\prod _{i=1}^{n}x_{i}^{w_{i}}}
co kończy dowód.

### Nierówność między dowolnymi średnimi potęgowymi
Chcemy udowodnić, że dla dowolnych {\displaystyle p<q} zachodzi:
{\displaystyle {\sqrt[{p}]{\sum _{i=1}^{n}w_{i}x_{i}^{p}}}\leqslant {\sqrt[{q}]{\sum _{i=1}^{n}w_{i}x_{i}^{q}}}}
w przypadku kiedy {\displaystyle p} jest ujemne, a {\displaystyle q} dodatnie, nierówność jest równoważna nierówności udowodnionej wcześniej:
{\displaystyle {\sqrt[{p}]{\sum _{i=1}^{n}w_{i}x_{i}^{p}}}\leqslant \prod _{i=1}^{n}x_{i}^{w_{i}}\leqslant {\sqrt[{q}]{\sum _{i=1}^{n}w_{i}x_{i}^{q}}}}
Udowodnijmy zatem nierówność dla dodatnich {\displaystyle p} i {\displaystyle q.}
Weźmy funkcję {\displaystyle f\colon \mathbb {R_{+}} \to \mathbb {R_{+}} ,} {\displaystyle f(x)=x^{\frac {q}{p}}.} Oczywiście {\displaystyle f} jest rosnąca, bo {\displaystyle q}/{\displaystyle p} jest dodatnie. Jest to funkcja potęgowa, ma zatem drugą pochodną: {\displaystyle f''(x)=\left({\frac {q}{p}}\right)\left({\frac {q}{p}}-1\right)x^{{\frac {q}{p}}-2},} która jest zawsze dodatnia, bo {\displaystyle q} > {\displaystyle p,} z czego wynika wypukłość {\displaystyle f.}
Z nierówności Jensena uzyskujemy wobec tego:
{\displaystyle f\left(\sum _{i=1}^{n}w_{i}x_{i}^{p}\right)\leqslant \sum _{i=1}^{n}w_{i}f(x_{i}^{p})}
{\displaystyle {\sqrt[{\frac {p}{q}}]{\sum _{i=1}^{n}w_{i}x_{i}^{p}}}\leqslant \sum _{i=1}^{n}w_{i}x_{i}^{q}}
po wyciągnięciu obustronnie pierwiastka {\displaystyle q}-tego stopnia (funkcja rosnąca, bo {\displaystyle q} > 0) uzyskujemy żądaną nierówność dla dodatnich {\displaystyle p} i {\displaystyle q{:}}
{\displaystyle {\sqrt[{p}]{\sum _{i=1}^{n}w_{i}x_{i}^{p}}}\leqslant {\sqrt[{q}]{\sum _{i=1}^{n}w_{i}x_{i}^{q}}}}
Jeśli rozważamy rzędy {\displaystyle p,q} ujemne, wówczas {\displaystyle x_{i}>0,} więc można podstawiając {\displaystyle x_{i}:={\tfrac {1}{x_{i}}}} bez straty ogólności uzyskać:
{\displaystyle {\sqrt[{p}]{\sum _{i=1}^{n}{\frac {w_{i}}{x_{i}^{p}}}}}\leqslant {\sqrt[{q}]{\sum _{i=1}^{n}{\frac {w_{i}}{x_{i}^{q}}}}}}
Podnosimy obustronnie do potęgi -1 (funkcja malejąca):
{\displaystyle {\sqrt[{-p}]{\sum _{i=1}^{n}w_{i}x_{i}^{-p}}}={\sqrt[{p}]{\frac {1}{\sum _{i=1}^{n}w_{i}{\frac {1}{x_{i}^{p}}}}}}\geqslant {\sqrt[{q}]{\frac {1}{\sum _{i=1}^{n}w_{i}{\frac {1}{x_{i}^{q}}}}}}={\sqrt[{-q}]{\sum _{i=1}^{n}w_{i}x_{i}^{-q}}}}
A zatem dowiedliśmy nierówności także dla ujemnych {\displaystyle p} i {\displaystyle q} co kończy dowód.

### Minimum i maksimum
Minimum i maksimum przyjmuje się za średnie potęgowe rzędów {\displaystyle \pm \infty .} Wynika to z faktu, że są to odpowiednie granice średnich potęgowych, dowód jest następujący:
Niech {\displaystyle x_{1}} będzie największym, a {\displaystyle x_{n}} najmniejszym z {\displaystyle x_{i}.}
Na początek korzystając z twierdzenia o trzech funkcjach udowodnimy granicę:
{\displaystyle \lim _{p\to \infty }\left({\frac {1}{p}}\ln \left({\frac {\sum _{i=1}^{n}w_{i}x_{i}^{p}}{x_{1}^{p}}}\right)\right)=0}
Wystarczy zauważyć nierówności dla dodatnich {\displaystyle p{:}}
{\displaystyle {\frac {1}{p}}\ln(w_{1})={\frac {1}{p}}\ln \left({\frac {w_{1}x_{1}^{p}}{x_{1}^{p}}}\right)\leqslant {\frac {1}{p}}\ln \left({\frac {\sum _{i=1}^{n}w_{i}x_{i}^{p}}{x_{1}^{p}}}\right)}
{\displaystyle {\frac {1}{p}}\ln \left({\frac {\sum _{i=1}^{n}w_{i}x_{i}^{p}}{x_{1}^{p}}}\right)\leqslant {\frac {1}{p}}\ln \left({\frac {\sum _{i=1}^{n}w_{i}x_{1}^{p}}{x_{1}^{p}}}\right)=\ln(1)=0}
Następnie korzystając z udowodnionej granicy:
{\displaystyle \lim _{p\to \infty }{\frac {1}{p}}\ln \left(\sum _{i=1}^{n}w_{i}x_{i}^{p}\right)=\lim _{p\to \infty }{\frac {1}{p}}\ln \left(x_{1}^{p}\cdot {\frac {\sum _{i=1}^{n}w_{i}x_{i}^{p}}{x_{1}^{p}}}\right)=\lim _{p\to \infty }{\frac {1}{p}}\left(\ln(x_{1}^{p})+\ln \left({\frac {\sum _{i=1}^{n}w_{i}x_{i}^{p}}{x_{1}^{p}}}\right)\right)=}
{\displaystyle =\lim _{p\to \infty }\left({\frac {\ln(x_{1}^{p})}{p}}\right)+\lim _{p\to \infty }\left({\frac {1}{p}}\ln \left({\frac {\sum _{i=1}^{n}w_{i}x_{i}^{p}}{x_{1}^{p}}}\right)\right)=\ln(x_{1})+0=\ln(x_{1})}
Stąd korzystając z ciągłości funkcji wykładniczej:
{\displaystyle \lim _{p\to \infty }{\sqrt[{p}]{\sum _{i=1}^{n}w_{i}x_{i}^{p}}}=\lim _{p\to \infty }\exp \left({\frac {1}{p}}\ln \left(\sum _{i=1}^{n}w_{i}x_{i}^{p}\right)\right)=\exp \left(\lim _{p\to \infty }{\frac {1}{p}}\ln \left(\sum _{i=1}^{n}w_{i}x_{i}^{p}\right)\right)=x_{1}}
Analogicznie dla ujemnych {\displaystyle p{:}}
{\displaystyle \lim _{p\to -\infty }\left({\frac {1}{p}}\ln \left({\frac {\sum _{i=1}^{n}w_{i}x_{n}^{p}}{x_{n}^{p}}}\right)\right)=0}
bo (wciąż dla {\displaystyle p<0}):
{\displaystyle {\frac {1}{p}}\ln(w_{n})={\frac {1}{p}}\ln \left({\frac {w_{n}x_{n}^{p}}{x_{n}^{p}}}\right)\geqslant {\frac {1}{p}}\ln \left({\frac {\sum _{i=1}^{n}w_{i}x_{i}^{p}}{x_{n}^{p}}}\right)}
{\displaystyle {\frac {1}{p}}\ln \left({\frac {\sum _{i=1}^{n}w_{i}x_{i}^{p}}{x_{n}^{p}}}\right)\geqslant {\frac {1}{p}}\ln \left({\frac {\sum _{i=1}^{n}w_{i}x_{n}^{p}}{x_{n}^{p}}}\right)=\ln(1)=0}
Stąd:
{\displaystyle \lim _{p\to -\infty }{\frac {1}{p}}\ln \left(\sum _{i=1}^{n}w_{i}x_{i}^{p}\right)=\lim _{p\to -\infty }\left({\frac {\ln(x_{n}^{p})}{p}}\right)+\lim _{p\to -\infty }\left({\frac {1}{p}}\ln \left({\frac {\sum _{i=1}^{n}w_{i}x_{i}^{p}}{x_{n}^{p}}}\right)\right)=\ln(x_{n})}
I w końcu analogicznie:
{\displaystyle \lim _{p\to -\infty }{\sqrt[{p}]{\sum _{i=1}^{n}w_{i}x_{i}^{p}}}=\exp \left(\lim _{p\to -\infty }{\frac {1}{p}}\ln \left(\sum _{i=1}^{n}w_{i}x_{i}^{p}\right)\right)=x_{n}}

## Linki zewnętrze
- Power Mean Inequality (QAGH) (ang.), brilliant.org [dostęp 2025-06-14].